# Mohamed Ahmed Abdellatif
Mohamed Ahmed Abdellatif – (8 de diciembre de 1995) es un deportista egipcio que compite en lucha grecorromana. Ganó una medalla de oro en los Juegos Panafricanos de 2015. Ha ganado dos medallas de oro en el Campeonato Africano de Lucha entre los años 2015  y 2016

## Palmarés internacional
| Juegos Panafricanos | Juegos Panafricanos               | Juegos Panafricanos | Juegos Panafricanos |
| Año                 | Lugar                             | Medalla             | Categoría           |
| ------------------- | --------------------------------- | ------------------- | ------------------- |
| 2015                | Brazzaville (República del Congo) | Medalla de oro      | 130 kg              |
| Campeonato Africano |                                   |                     |                     |
| Año                 | Lugar                             | Medalla             | Categoría           |
| 2015                | Alejandría (Egipto)               | Medalla de oro      | 130 kg              |
| 2016                | Alejandría (Egipto)               | Medalla de oro      | 130 kg              |